# Ogród Botaniczny w Petersburgu
Ogród Botaniczny w Petersburgu, właśc. Ogród Botaniczny Botanicznego Instytutu imienia Władimira Komarowa Rosyjskiej Akademii Nauk (ros. Ботанический сад Ботанического института им. В. Л. Комарова РАН), przed 1917 rokiem znany jako Cesarski Ogród Botaniczny (ros. Императорский Ботанический сад) – ogród botaniczny znajdujący się w Petersburgu. Położony na wyspie Aptekarskiej, założony w 1713/1714 roku przez Piotra I Wielkiego (w latach 1913–1918 noszący też jego imię), jedna z najstarszych i największych tego typu placówek w Federacji Rosyjskiej, jednocześnie jeden z najdalej wysuniętych na północ ogrodów botanicznych na świecie. Uznany za obiekt kulturowego dziedzictwa Rosji.

## Historia

### Ogród Aptekarski
Początki ogrodu Botanicznego w mieście nad Newą wiążą się z przeniesieniem z Moskwy do Petersburga Prikazu Aptekarskiego, który był m.in. odpowiedzialny za aprowizację wojsk rosyjskich w środki medyczne i chemiczne. Został on powołany do istnienia przez Piotra I Wielkiego. Tradycyjnie za datę utworzenia petersburskiego ogrodu botanicznego uznawany jest 11 lutego 1714 roku. W archiwach miejskich i państwowych istnieją jednak dokumenty wskazujące, że ogród miał istnieć już w 1713 roku (podawana jest data 11 grudnia). Ogród oznaczony jest na mapach nowej stolicy z 1714 roku. Zlokalizowany został przy dwóch ramionach Newy – Karpowce i Wielkiej Newce, w pobliżu siedziby Prikazu Aptekarskiego, stąd też wyspę tę zaczęto określać mianem Aptekarskiej. Teren ogrodu położony jest dość nisko, co wiązało się z ryzykiem zalania, do czego zresztą doszło w czasie powodzi z 1824 roku. Głównym celem istnienia ogrodu było dostarczanie roślin użyteczności medycznej na potrzeby armii. Stąd znany był on jako Ogród Aptekarski (ros. Аптекарский сад). W modernizującym się państwie rosyjskim pełnił on także funkcje edukacyjno-naukowe. Miał on też za zadanie zbieranie ciekawych i zagranicznych roślin oraz ich odpowiednie przechowywanie, a także badanie. Już w latach dwudziestych XVIII wieku wybudowana została pierwsza szklarnia. W latach trzydziestych XVIII wieku w ogrodzie rosło około 300 gatunków roślin m.in. z rodzajów: rumianek, szałwia, mięta, gorczyca, macierzanka, jałowiec, piwonia i lawenda. W 1736 roku ogród uchodził za jedną z najszybciej się rozwijających tego typu placówek w Europie. Rośliny i drzewa sprowadzano z Europy, Azji, Syberii oraz Chin, wybudowanych zostało też kilka szklarni. Ogród stanowił także zaplecze farmaceutyczne dla petersburskich aptek. W XVIII wieku związani z nim byli tacy badacze jak Johann Christian Buxbaum, Johann Georg Siegesbeck oraz Johan Peter Falck. Od 1735 roku ogród zwany był też Ogrodem Medycznym (ros. Медицинский сад).
Za panowania cesarzowej Elżbiety, zaczął się on skupiać nie tylko na uprawie roślin użytecznych, ale także ornamentalnych. Pod kierunkiem Siegesbecka utworzono kolekcję roślin syberyjskich, a także przeprowadzono pierwszą ekspedycję naukową w rejony Wyborga. W 1736 roku wydany został pierwszy katalog roślin petersburskiego ogrodu, zatytułowany Primitiae Florae Petropolitanae obejmujący swym zakresem 1275 gatunków. W 1747 roku Siegesbeck został odwołany. W kolejnych latach w ogrodzie uprawiano przede wszystkim rośliny o znaczeniu medycznym, a także dostarczano z niego owoce i warzywa na dwór cesarski. Od 1765 roku placówką kierował Johan Peter Falck. Liczba gatunków uprawianych w ogrodzie nie miała być wysoka – Catalogus plantanum borti Imperialis medici Petropolitani in Insula Apothecaria wydany w 1796 roku podaje liczbę 1456.
W 1798 roku ogród, decyzją cesarza Pawła I, zaczął podlegać pod otwartą niedawno Akademię Medyko-Chirurgiczną. Dyrektor ogrodu wykładał tam kurs botaniki, ale sam ogród cierpiał na braki w finansowaniu i jego rozwój był zatrzymany. Do 1823 roku na ogród przeznaczano około 10 tysięcy rubli rocznie, co nie było wysoką kwotą. Od 1774 do swojej śmierci w 1802 roku ogrodem kierował Iwan Lepiochin. Od 1809 roku kierował nim Jason Pietrow. Ogród był w fatalnej kondycji, brak remontów spowodował, że rośliny w szklarniach nie były w stanie przetrwać srogich zim, tylko w 1818 roku z powodu chłodu stracono 180 roślin. W 1823 roku minister spraw wewnętrznych Wiktor Koczubej doszedł do wniosku, że Imperium Rosyjskie powinno stworzyć w swej stolicy ogród botaniczny na wysokim poziomie.

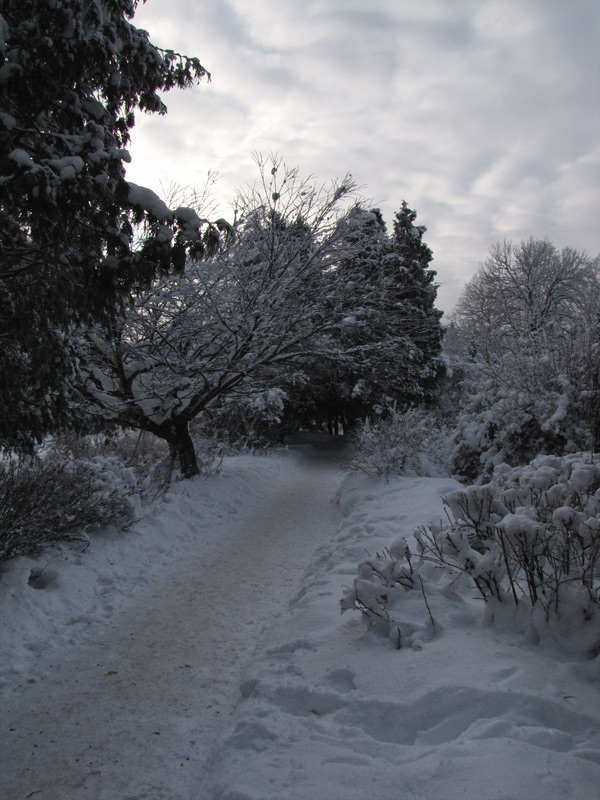
Ogród Botaniczny w Petersburgu zimą

Na początku XIX wieku znaczenie ogrodu podupadło. Został on przyćmiony przez podobną placówkę, istniejącą w podmoskiewskich Gorienkach, a założoną przez Aleksieja Razumowskiego. Po jego śmierci w 1822 roku, cesarz Aleksander I Romanow, pod wpływem Koczubeja, podjął decyzję o reorganizacji stołecznej placówki. Do stolicy sprowadzony został Friedrich Ernst Ludwig von Fischer, który od 1804 roku kierował ogrodem Razumowskiego.

### Cesarski Ogród Botaniczny
W 1823 roku Ogród Aptekarski został oficjalnie przekształcony w Cesarski Ogród Botaniczny (ros. Императорский Ботанический сад). Stało się to 28 marca 1823 roku, gdy cesarz wydał wysokie zarządzenie zreformowania struktury ogrodu. Został on także wsparty dotacją przeszło 100 tysięcy rubli. Trzy lata trwała intensywna rozbudowa ogrodu. Powierzchnia szklarni wynosiła 1600 metrów kwadratowych, a koszt ich wniesienia wyniósł 19 tysięcy funtów brytyjskich. W międzyczasie, podczas powodzi w 1824 roku utracono 1500 okazów. W 1824 roku dyrektor placówki, Friedrich von Fischer udał się w podróż na zachód Europy. Zapoznał się on z pracą ogrodów botanicznych w państwach niemieckich, a także we Francji i w Wielkiej Brytanii. W tej ostatniej odwiedził m.in. Królewskie Ogrody Botaniczne w Kew, ogrody Royal Horticultural Society, Chelsea Physic Garden, a także ogrody w Edynburgu, Glasgow i w Liverpoolu. W Londynie von Fischer miał łącznie zakupić nowych okazów za kwotę 1600 funtów. Z podróży tej przywiózł 3230 gatunków roślin. W Wielkiej Brytanii pozyskał także ogrodników i badaczy (m.in. Franza Faldermanna), którzy mieli przybyć do pracy w Rosji. W 1826 roku rząd imperialny przyznał ogrodowi sumę 3178 funtów, a roczny budżet ustalony został na poziomie 2200 funtów. W 1830 roku liczba gatunków uprawianych w petersburskim ogrodzie wynieść miała już około 12 tysięcy. Ogród przejął też wielką bibliotekę Razumowskiego z Gorienek. Zaczęto także gromadzić zielniki, m.in. z okazami z Brazylii. Von Fischer wykorzystywał własne znajomości do rozbudowy kolekcji ogrodu, m.in. korespondował z Williamem Jacksonem Hookerem. Po śmierci Fischera ogród Cesarski odkupił od wdowy po nim jego osobiste kolekcje, m.in. zielnik zawierający około 60 tysięcy gatunków roślin.
Przed reorganizacją ogród podlegał pod Akademię Medyko-Chirurgiczną, a następnie został przeniesiony w zarząd Ministerstwa Spraw Wewnętrznych. 30 marca 1830 roku, decyzją cesarza Mikołaja I ogród został włączony pod jurysdykcję Ministerstwa Dworu Cesarskiego.
W 1830 roku roczny budżet wynosił 4250 funtów, a liczył sobie 22 hektary (około 54 akrów) powierzchni. Roczna dotacja zwiększyła się więc prawie dwukrotnie, ogród otrzymywał teraz co roku 123 tysiące rubli. Za Fischera oprócz dyrektora w ogrodzie pracowało dwóch jego asystentów, sekretarz do spraw naukowych, bibliotekarz i opiekun kolekcji, urzędnik administracyjny, malarz i około 25 ogrodników. W 1834 roku w ogrodzie utworzono nowe stanowiska konserwatora ds. kolekcji oraz fizjologa. Fischer przeszedł na emeryturę w 1850 roku, a zastąpił go Carl Anton von Meyer, który od 1832 roku był asystentem dyrektora. Zmarł on 1855 roku, a jego następcą został Eduard August von Regel.

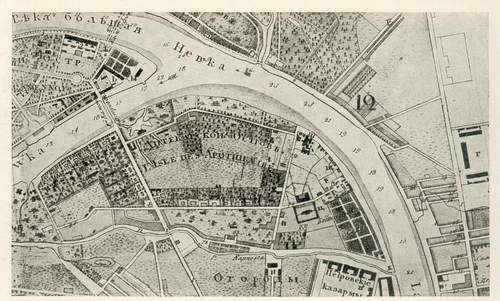
Plan ogrodu z 1843 roku

W latach dwudziestych z ekspedycji nad Morzem Kaspijskim, a także z rejonu Kaukazu i pogranicza z Persją przywieziono wiele cennych zbiorów. Także w latach dwudziestych, później także trzydziestych XIX wieku, z inicjatywy Georga von Langsdorffa, odbywały się rosyjskie ekspedycje naukowe w Brazylii. Z Rio de Janeiro do Cesarskiego Ogrodu Botanicznego przesłanych zostało kilka tysięcy nowych roślin. W tym czasie, w Rio de Janeiro, funkcjonowała nawet oficjalnie filia ogrodu. Istniała ona od 1831 do 1836 roku. Organizowane były także wyprawy na Alaskę, do Meksyku (1826–1832), na Zabajkale, do Dżungarii, a także na tereny północnoeuropejskie. Nowe rośliny sprowadzano m.in. z Cejlonu, Kalkuty i Jawy. W 1853 roku zbudowano specjalną szklarnię, w której umieszczono wiktorię królewską. W latach 1853–1857 ekspedycja naukowa odwiedziła Chile, Brazylię, Sandwich Południowy i Daleki Wschód, przywożąc do Petersburga nasiona 250 gatunków roślin i 400 nowych okazów. Od 1855 roku polityczną pieczę nad placówką piastował Piotr von Meyendorff. Od 1853 roku wydawany był periodyk Schriften aus dem ganzen Gebiete der Botanik. Prowadzano także działalność wydawniczą, publikując m.in. Sertum Petropolitanum (w 1846, 1852 i 1869 roku).
24 lipca 1863 roku ogród przeszedł pod jurysdykcję Ministerstwa Mienia Państwowego. Potwierdzono formalnie tytuł cesarskiego, a opiekunem ogrodu został wielki książę Mikołaj Mikołajewicz. Kierownictwo ogrodu przejął teraz Ernst Rudolf von Trautvetter, a von Regel został przesunięty na pozycję głównego botanika. Ta reorganizacja zachwiała na jakiś czas pracą naukową w ogrodzie. Reformy te miały sprowadzić rolę ogrodu do zajęcia się przede wszystkim „praktycznym ogrodnictwem”. Z tego powodu zwolnionych zostało większość pracowników stricte naukowych. Ta niekorzystna sytuacja nie trwała długo. Jeszcze w latach sześćdziesiątych praktycznie co roku organizowane były wyprawy naukowe, m.in. na stepy nadwołżańskie, do Dagestanu i Turkiestanu. Nikołaj Przewalski w czasie swojej ekspedycji mongolskiej (1870–1873) zbierał dla petersburskiego ogrodu nasiona i rośliny. Materiały do ogrodu dostarczali też Grigorij Potanin, Wsiewołd Roborowski i Władimir Komarow. W 1873 roku świętowano pięćdziesiątą rocznicę reorganizacji pod nowym szyldem. W swej kolekcji ogród Botaniczny w Petersburgu posiadał 21 320 gatunków. W tym samym roku odbyła się wystawa światowa w Wiedniu, chociaż petersburska placówka nie wzięła w niej bezpośredniego udziału, to wysłała ona swojego przedstawiciela, von Regela. Sam ogród uczestniczył natomiast w różnego typu wystawach branżowych, zarówno w kraju jak i poza Rosją. Kolekcja uzupełniana była o rośliny tropikalne pochodzące z Ameryki Południowej, a wiele próbek dostarczył wspomniany Nikołaj Przewalski ze swoich wypraw do wschodniej i centralnej Azji. W połowie XIX wieku Ogród Botaniczny w Petersburgu dysponował jedną z największych kolekcji okazów na świecie.

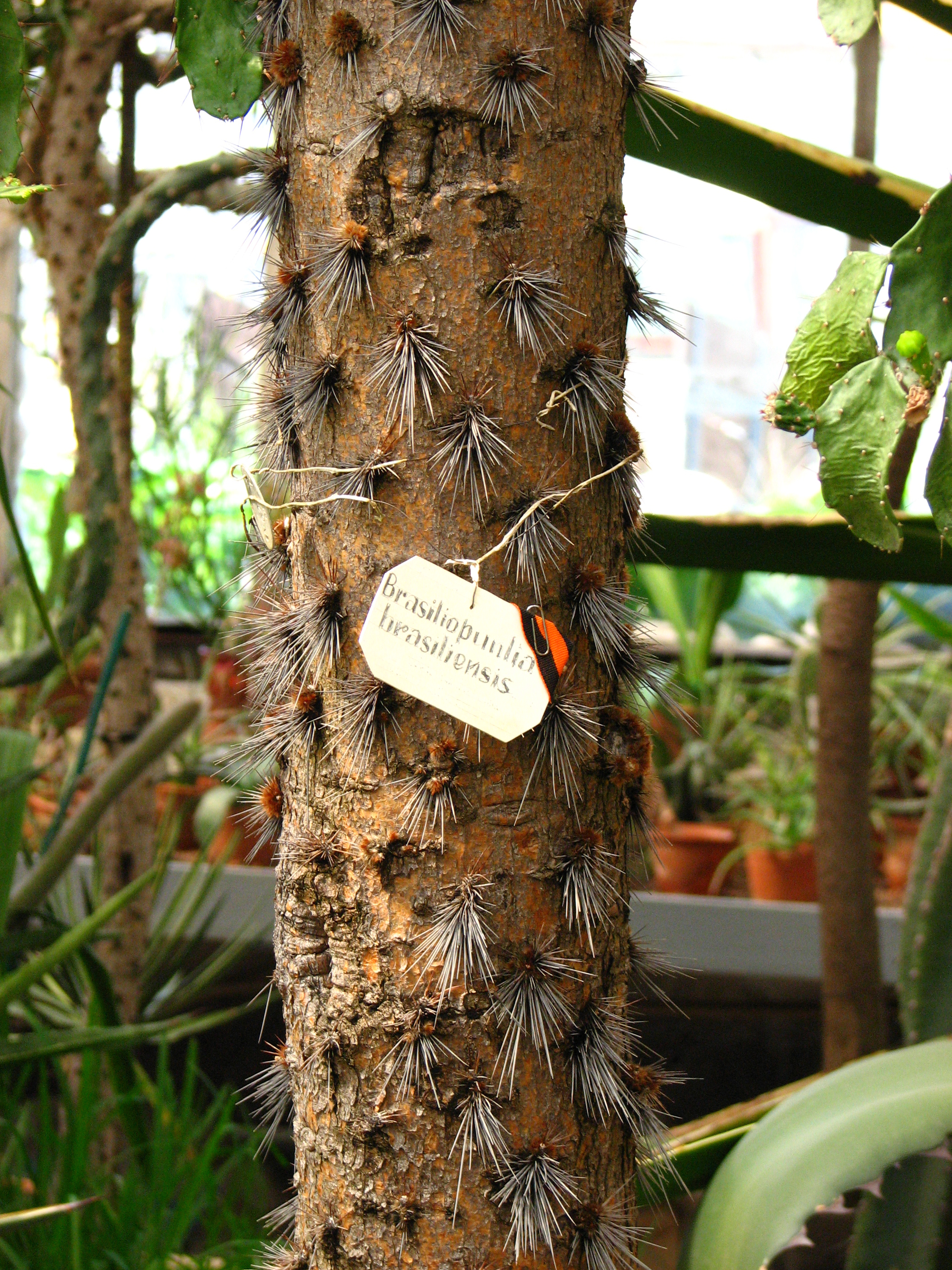
Brasiliopuntia brasiliensis z widoczną wstążką św. Jerzego, oznaczającą, że okaz ten przetrwał II wojnę światową i blokadę Leningradu

W 1875 roku Trautvetter przeszedł na emeryturę, a Regel ponownie został kierownikiem ogrodu. Pod Regelem bujnie rozwijała się praca badawcza, a także wznowiono zatrudnianie pracowników naukowych. Funkcję tę pełnił aż do swej śmierci w 1892 roku. W latach siedemdziesiątych XIX wieku utworzona została rada naukowa ogrodu. Pod kierownictwem Regela w ogrodzie pracowało wielu wybitnych fachowców, m.in. Siergiej Rozanow, Karl Maksimowicz, Aleksandr Batalin i Franz Joseph Ruprecht. W latach 1876–1878 z petersburskim ogrodem związany był Johannes Theodor Schmalhausen. Ogród Botaniczny w Petersburgu w tym okresie wykorzystywał przede wszystkim położenie geograficzne Imperium Rosyjskiego, a więc skupiał się na pozyskiwaniu nowych okazów z terenów Azji Środkowej, Wschodniej i Syberii. W ten sposób budowano kolekcje zielników, m.in. Herbarium Rossicum, Herbarium Sibiricum. Publikacje wydawane przez naukowców podejmowały tematykę związaną przede wszystkim z tym obszarem świata, a od 1870 roku prezentowane były w Acta Horti Petropolitani. Strukturalnie ogród w drugiej połowie XIX wieku podzielony był na następujące oddziały – tzw. seminarium (przechowujące nasiona), kancelarię (biuro dyrektora), park, szklarnie, herbarium (zielniki) i bibliotekę. W 1868 roku do tych oddziałów dodano muzeum botaniczne (zajmujące się sprawami karpologicznymi, przechowującymi próbki i specjalne okazy) i laboratorium, a w 1870 roku stację kontroli nasion. W 1892 roku liczba gatunków w ogrodzie wyniosła 27 030, a liczba woluminów przechowywanych w bibliotece wynosiła 24 tysiące pozycji. W roku 1870 budżet ogrodu wynosił 6330 funtów. W 1892 roku dyrektorem placówki został Aleksandr Batalin, pierwszy Rosjanin z urodzenia na tym stanowisku. Zmarł on w 1897 roku, a zastąpił go doktor Alexander Fischer von Waldheim, profesor botaniki na Uniwersytecie Warszawskim.
Na przełomie XIX i XX wieku ogród organizował ekspedycje naukowe m.in. na Ural, Ałtaj, do Fergany, na Polesie, na Kaukaz, do Zarafszanu, na Daleki Wschód, Syberię, do Kalifornii, Azji Centralnej i na Jawę. Od 1893 roku, z inicjatywy Batalina, organizowano w ogrodzie otwarte wykłady związane z tematyką botaniczną. W 1894 roku ogród uczestniczył w Międzynarodowej Wystawie Ogrodniczej w Petersburgu, na której zdobył złoty medal. W 1897 roku brał udział we Wszechrosyjskiej Wystawie w Niżnym Nowogrodzie. W latach 1896–1899 powstały nowe szklarnie, według projektów K.J. Sokołowa, I.S. Kitnera, N.I. die Roszfora i N.W. Smirnowa. Na przełomie XIX i XX wieku podjęto decyzję o rozbudowie ogrodu botanicznego. Warunki lokalowe stale rozbudowującej się placówki nie były najlepsze i wymagała ona pilnych inwestycji. W 1899 roku wybudowana została nowa szklarnia i palmiarnia, których koszt budowy wyniósł około 19 tysięcy funtów. W 1900 roku roczny grant ogrodu botanicznego zwiększono do 12 768 funtów. W 1901 roku wybudowano stację fitopatologiczną, która stale była rozwijana. 2 sierpnia 1911 roku wmurowano kamień węgielny pod budowę obiektów nowego herbarium i biblioteki. Zostały one ukończone w 1913 roku, a koszt ich budowy wyniósł 31 780 funtów. Taka sama kwota została przeznaczona pod wzniesienie nowego budynku dla muzeum, a budowa miała rozpocząć się w 1914 roku. W 1913 roku uroczyście obchodzono dwóchsetną rocznicę powstania ogrodu Botanicznego w Petersburgu. 24 czerwca 1913 roku, pod auspicjami rządu, odbyły się uroczystości jubileuszowe, w których wzięli udział przedstawiciele domu panującego, najwyższej arystokracji, wysocy urzędnicy, a także ludzie nauki i kultury. Pojawili się także przedstawiciele zagranicznych ogrodów botanicznych, m.in. Otto Stapf, który reprezentował The Royal Botanic Gardens, Kew. Ogłoszony też został ukaz cesarza Mikołaja II, który zmienił nazwę placówki na Cesarski Ogród Botaniczny imienia Piotra Wielkiego (ros. Ботанический сад им. Петра Великого).

### Struktura i działalność w okresie Imperium Rosyjskiego

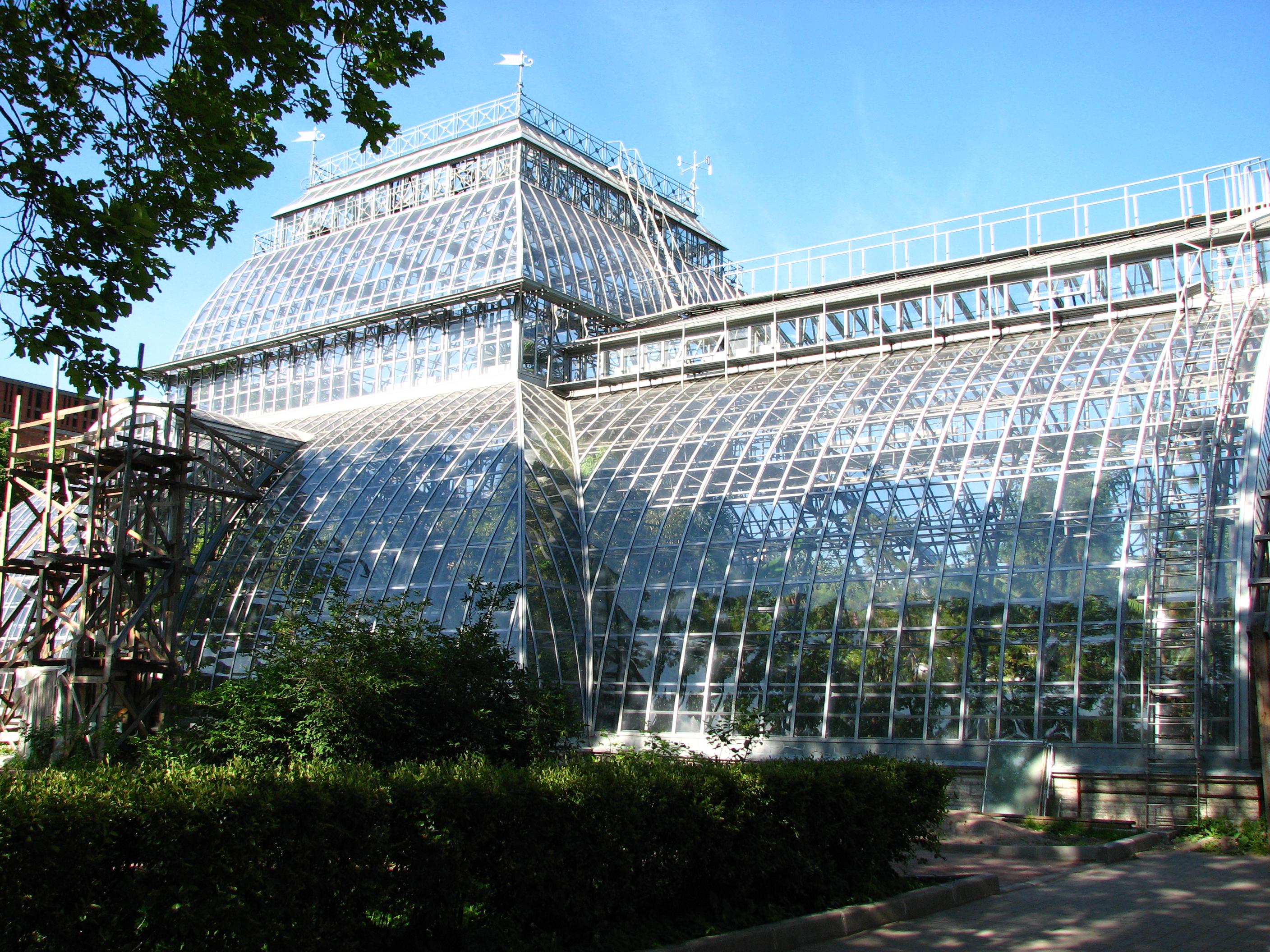
Jedna ze szklarni

W czasach Imperium Rosyjskiego celem ogrodu były studia nad roślinami, składającymi się na florę Rosji i sąsiadujących z nią krajów azjatyckich. W 1913 roku Cesarski Ogród Botaniczny w Petersburgu składał się z następujących oddziałów: park (oddział 1), szklarnie (oddział 2), herbarium (oddział 3), muzeum (oddział 4), biblioteka (oddział 5), stacja biologiczna (oddział 6), stacja kontroli nasion (oddział 7), stacja fitopatologiczna (oddział 8), seminarium (oddział 9), kancelaria (oddział 10), szkoła ogrodnictwa (oddział 11). Dyrektorowi ogrodu w zarządzaniu jednostką pomagała wyspecjalizowana kadra naukowa, składająca się z trzech naczelnych botaników, dwóch asystentów konserwacji, bibliotekarza, dwóch naczelnych ogrodników oraz ich dwóch asystentów, a także personelu administracyjnego kancelarii dyrektorskiej. Ogród zatrudniał 35 ogrodników, 50 innych pracowników (obojga płci), a także następnych 50 pracowników zaplecza gospodarczego (portierów, strażników itp.). Ogród dysponował własnym transformatorem elektrycznym, a roczny grant wynosił około 18 tysięcy funtów. Park zajmował powierzchnię 12 hektarów, któremu nadano formę arboretum. Prezentowano tu głównie rośliny z Rosji i państw azjatyckich, a zgrupowane zostały one według klucza geograficznego. Znajdowały się tu m.in. świerki, modrzewie, sosny, topole, lipy, brzozy, wiązy, wierzby, klony, jesiony, z uwzględnieniem modrzewia syberyjskiego i dahurskiego, a także żywotnika zachodniego, lipy drobnolistnej i czereśni. Liczba roślin wieloletnich w roku 1912 wynosiła 4946 gatunków, a jednorocznych 1596.
Szklarnie zajmowały powierzchnię 3 hektarów, a łączna ich długość wynosiła około jednego kilometra. Przeważnie były to budynki o wymiarach 200 na 150 metrów. Zgromadzono w nich około 19 tysięcy gatunków roślin. Muzeum miało za zadanie prezentowanie flory Imperium Rosyjskiego. Sporą ekspozycję przeznaczono na takie regiony jak Turkiestan czy Kamczatka, a pomocą przy zwiedzaniu były fotografie. Sekcja dendrologiczna składała się z 8400 eksponatów, karpologiczna z 29 400, paleontologiczna z 2800, a ekonomiczna z 7400. Praca laboratorium biologicznego na początku XX wieku koncentrowała się na studiach nad chlorofilami. Budynek herbarium składał się z czterech pięter, każde o powierzchni 2400 metrów kwadratowych przeznaczonych pod kolekcje zielników (z czego 900 przeznaczono do przechowywania książek naukowych). Herbarium dysponowało liczbą 90 tysięcy gatunków, zebranych w około 2 500 000 próbek. Podzielone było na dziesięć zielników tematycznych: ogólny zielnik roślin nasiennych i zarodnikowych (zielnik 1), ogólny zielnik niższych roślin zarodnikowych (zielnik 2), herbarium chińsko-japońskie (zielnik 3), herbarium rosyjskie (zielnik 4), herbarium turkiestańskie (zielnik 5), herbarium syberyjskie (zielnik 6), herbarium flory Petersburga (zielnik 7), herbarium dla celów naukowych (zielnik 8), herbarium arktyczne (zielnik 9), kolekcja roślin użytecznych (zielnik 10). Biblioteka liczyła około 38 tysięcy woluminów. Biblioteka dysponowała trzema katalogami: chronologicznym, alfabetycznym i tematycznym. W stacji kontroli nasion znajdowała się kolekcja mykologiczna, a także chorych roślin, które wykorzystywane były do celów badawczych. Przy ogrodzie działała też szkoła podstawowa o profilu ogrodniczym, utrzymywana przez Towarzystwo Opieki nad Biednymi i Chorymi Dziećmi Petersburga, w której pobierały naukę dzieci. Ogród Botaniczny w Petersburgu prowadził też rozwiniętą działalność wydawniczą. Do 1913 roku jego sztandarowa publikacja Acta Horti Petropolitani wydała ponad 30 tomów, liczących łącznie około 18 tysięcy stron. Od 1901 roku ukazywał się w języku francuskim Bulletin du Jardin Imperial Botanique de St. Petersbourg, a od 1902 Journal traitant les moyens de combattre les maladies et les lesions des plantes cultivies et des plantes sauvages utiles, zastąpiony w 1907 przez Les maladies des plantes, a następnie w 1912 roku przez Annales de la station d'essais de semences. Od 1835 roku wydawany był natomiast Index/Delectus Seminum quas Hortus Botanicus Imperialis Petropolitanus pro mutua commutatione offert.

### Okres I wojny światowej i Związku Radzieckiego
W 1913 roku opiekunką ogrodu była Eugenia von Leuchtenberg, księżna oldenburska. Od 1914 roku następuje powolny upadek ogrodu. Wstrzymano jego finansowanie, a nakłady pieniężne były przekazywane na rosyjski wysiłek wojenny w I wojnie światowej. W czasie wojny ogrodowi zlecono pracę nad rodzimymi roślinami, które mogłyby być wykorzystane w medycynie. Problemy w aprowizacji wynikające z rosyjskiej wojny domowej i problem głodu, wymusiły na kierownictwie piotrogrodzkiej placówki skupienie swej pracy na bardziej „użytecznych” sprawach, stąd prowadzono badania m.in. nad jadalnymi roślinami. Dwie rewolucje, lutowa i październikowa, także nie sprzyjały położeniu placówki. Część roślin w nieremontowanych szklarniach nie było w stanie przetrwać zimy. Także park popadł w ruinę, zachwaszczał się, a część drzew padło lub zostało zniszczonych. W 1918 roku zmieniono nazwę placówki, która była od tej pory znana jako Główny Ogród Botaniczny Rosyjskiej Federacyjnej Socjalistycznej Republiki Radzieckiej (ros. Главный ботанический сад РСФСР). Dopiero od 1923 roku rozpoczął się proces odbudowy ogrodu. Podlegał on teraz pod Ludowy Komisariat Rolnictwa (tzw. Narkomziem). W 1924 roku ogrodowi przekazano środki na naprawę szklarni i rekonstrukcję elementów grzewczych. Kolejny zastrzyk gotówki przyszedł w latach 1925-1927, odnowiony został park, a także wyremontowane zostały szklarnie. W latach 1924–1925 przerzedzona kolekcja została uzupełniona o nowe okazy, które przeniesione zostały tu ze znacjonalizowanych majątków prywatnych, a także z ogrodów pałacu w Carskim Siole i Pałacu Taurydzkiego. W 1926 roku w ogrodzie funkcjonowało 16 szklarni.
W 1930 roku ogród został przejęty przez Radziecką Akademię Nauk. W 1931 roku został on połączony z Instytutem Botanicznym Radzieckiej Akademii Nauk, tworząc tym samym jedną, dużą jednostkę naukowo-badawczą. W ramach instytutu dawna placówka funkcjonowała teraz jako Oddział Ogród Botaniczny (ros. Отдел Ботанический сад). W latach 1930–1935 wybudowano nowoczesną oranżerię (nr 2). W latach trzydziestych znów organizowane były ekspedycje naukowe, m.in. w Góry Tałyskie, na Zakarpacie i Mołdawię, północny Kaukaz i Daleki Wschód. W 1940 roku całej instytutowi nadano imię Władimira Komarowa. Od tego momentu placówka działa jako Ogród Botaniczny Instytutu Botaniki im. Komarowa Rosyjskiej Akademii Nauk (ros. Ботанический сад Ботанического института им. В. Л. Комарова). W 1941 roku placówka dysponowała m.in. 6367 taksonami w 25 szklarniach. II wojna światowa, a zwłaszcza blokada Leningradu doprowadziły do ogromnych strat w kolekcji ogrodu Botanicznego. Utracono ogromne zasoby przechowywane w szklarniach. Szklarnie te zostały uszkodzone lub zniszczone, co zabiło rośliny tropikalne. Na większości drzew, które przetrwały ten okres można dostrzec mniejsze lub większe ślady po działaniach wojennych. Rekonstrukcja zaczęła się w 1943 roku, gdy rozpoczęto gromadzić nowe nasiona i rośliny. W procesie tym Leningrad został wsparty m.in. przez ogród zoologiczny z Lizbony, roślinność z rejonu Suchumi, a przede wszystkim przez Moskiewski Ogród Botaniczny. Na przełomie 1986/87 roku panowała szczególnie sroga zima, która uszczupliła zasoby kolekcji.

## Ogród Botaniczny w Petersburgu po 1991 roku

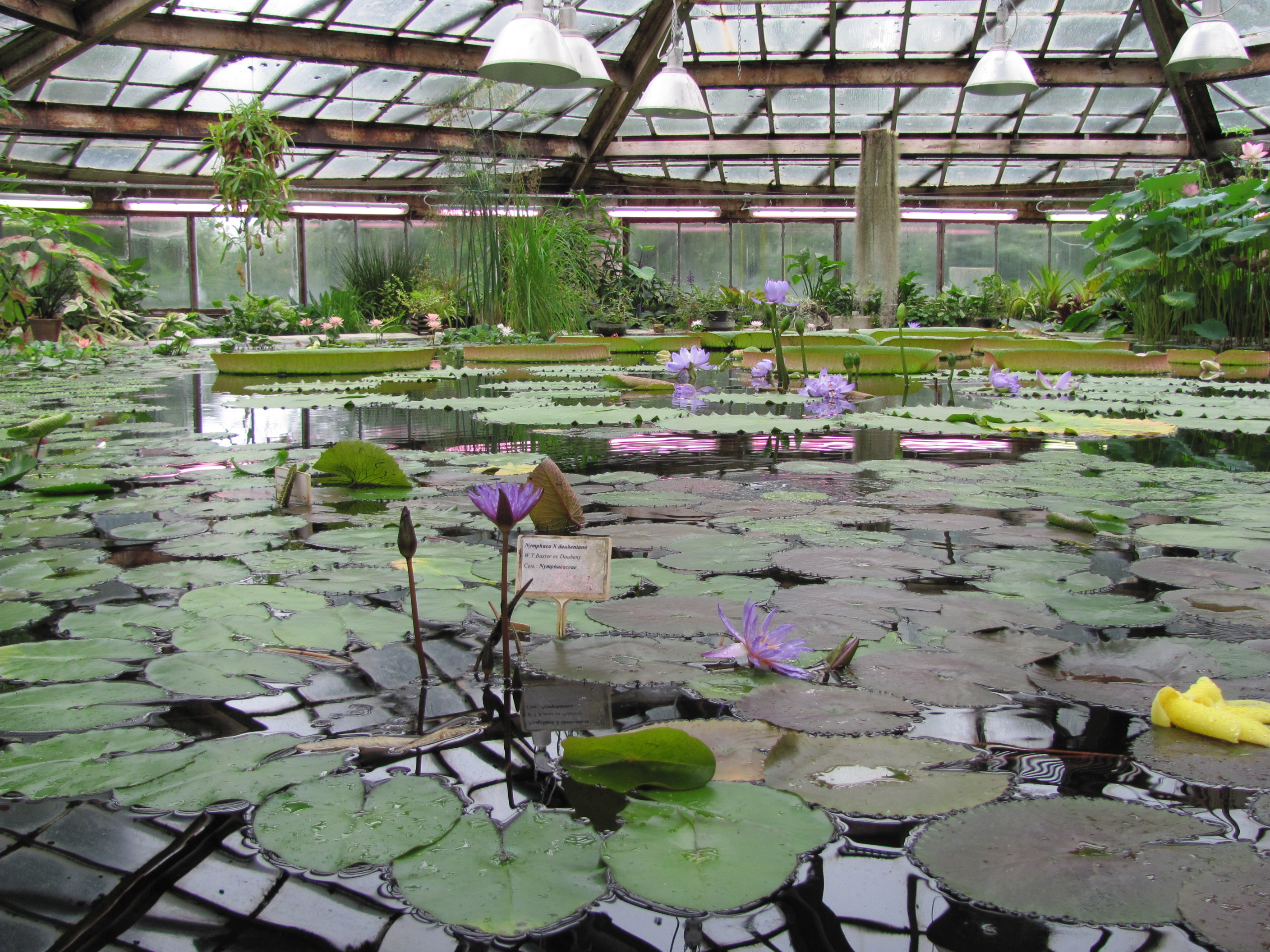
Wnętrze jednej ze szklarni

Ogród Botaniczny położony jest na rzędnej od 1,5 do 3 m n.p.m. i zajmuje powierzchnię 18,9 ha (według niektórych źródeł prawie 23 ha). Z uwagi na małą powierzchnię głównym zadaniem ogrodu jest obecnie utrzymywanie i dbanie o obecną kolekcję.
Ogród stara się też wzbogacać kolekcję o rośliny endemiczne, rzadkie i zanikające. Gromadzone są także rośliny interesujące z botanicznego punktu widzenia, a także o takie, które mogą pełnić funkcje dekoracyjne lub są cenne ze względów ekonomicznych. Kolekcja arboretum w petersburskim ogrodzie składa się z trzech działów: parku-dendrarium (827 taksonów), szkółki leśnej (500 taksonów) i rozarium (340 taksonów róż). W latach 90. XX w. najliczniej reprezentowaną rodziną w parku były różowate – 31 rodzajów, 215 gatunków i kultywarów. Araliowate, przewiertniowate i bobowate reprezentowane były przez 6 rodzajów. 98 gatunków i kultywarów należy do iglastych, głównie sosnowatych. Kolejne licznie reprezentowane gatunki i rodzaje to m.in. klony (98), wiciokrzewy (38), brzozy (32), głogi (37), tawuły (28). Pod względem geograficznym dominują przedstawiciele flory z terenów dawnego Związku Radzieckiego, z tego 115 gatunków z Dalekiego Wschodu, 69 z Europy, 19 z Azji Centralnej, 29 z Kaukazu. 24 gatunki z kolekcji ogrodu znajdują się w Czerwonej Księdze Związku Radzieckiego, a 14 w Czerwonej Księdze Rosji. Zagraniczne okazy reprezentuje m.in. 166 gatunków z Azji Wschodniej (w tym 99 taksonów z Chin i Japonii) oraz 137 z Ameryki Północnej. Parkowi nadano formę ogrodu angielskiego.
W maju lub czerwcu szczególną popularnością cieszy się kwitnąca tylko w jeden dzień roku tzw. caryca nocy (Selenicereus pteranthus). Specjalnie z tej okazji godziny otwarcia ogrodu są wydłużone do północy. Ogród można zwiedzać m.in. według następującego podziału tematycznego:
- rośliny tropikalne (przez cały rok)
- rośliny strefy subtropikalnej (od 15 września do 1 czerwca)
- rośliny wodne (od 15 maja do 30 września)
- rośliny noworoczne (grudzień)[23].

Rocznie Ogród Botaniczny w Petersburgu odwiedza około 150 tysięcy gości. Niektóre okazy ozdobione są wstążką św. Jerzego na znak tego, że przetrwały wojnę i blokadę miasta. Ogród Botaniczny w Petersburgu otwarty jest dla zwiedzających od początku maja do końca września. Ogród położony jest na wyspie Aptekarskiej, przy ulicy Profiessora Popowa 2, w pobliżu stacji metra Pietrogradskaja. Jest to jeden z najdalej wysuniętych na północ ogrodów botanicznych na świecie. 12 października 2013 roku na terenie ogrodu wmurowany został kamień węgielny pod budowę pomnika Piotra Wielkiego.
Ogród wpisany jest na listę kulturowego dziedzictwa Federacji Rosyjskiej (pod numerem 7810392000).

## Historyczne nazwy
- Ogród Aptekarski, ogród Medyczny (1713/1714–1823)
- Cesarski Ogród Botaniczny (1823–1913)
- Cesarski Ogród Botaniczny imienia Piotra Wielkiego (1913–1917)
- Główny Ogród Botaniczny Rosyjskiej Federacyjnej Socjalistycznej Republiki Radzieckiej (1917–1925)
- Główny Ogród Botaniczny Związku Radzieckiego (1925–1930)
- Ogród Botaniczny Akademii Nauk Związku Radzieckiego (1930–1940)
- Ogród Botaniczny Botanicznego Instytutu im. Władimira Komarowa Akademii Nauk Związku Radzieckiego (1940–1991)
- Ogród Botaniczny Botanicznego Instytutu im. Władimira Komarowa Rosyjskiej Akademii Nauk (od 1991)